# Гамарджоба
Гамарджоба (яп. が〜まるちょば, англ. Gamarjobat) — отмеченный наградами японский комик-дуэт, состоящий из Ketch! (комик с красным ирокезом) и HIRO-PON (комик с жёлтым ирокезом). Дуэт работает в жанре немых скетчей, включая пантомиму и физическую комедию. В своей игре они сочетают буффонаду и абсурдистский стиль.

## История
Ketch! (яп. ケッチ!) и HIRO-PON (яп. ヒロポン) начали заниматься пантомимой ещё в начале 1990-х годов, участвовали в фестивалях, давали сольные представления.
Впервые комики встретились на Asian Mime Festival в Нагано в 1995 году. Найдя общие взгляды на юмор, с 1997 года они решают работать вместе под именем Hige-mayuge, и уже дуэтом дают уличные представления в нескольких крупных городах. Название Hige-mayuge (яп. ひげまゆげ) буквально означает Борода и Брови: у Ketch! была борода, а у HIRO-PON — густые брови.
В 1999 году на Международном Фестивале Пантомимы в Штральзунде (англ. Stralsund International Mime Festival) они сменили название на Гамарджоба. На фестивале они познакомились с детской танцевальной парой из Грузии. С трудом общаясь, они смогли уловить только слово гамарджоба (груз. გამარჯობა), привет по-грузински. В шутку в разговорах с ними комики употребляли только это слово, используя его даже вместо «Доброе утро!», «Вкусно!», «Отлично!». У комиков остались хорошие воспоминания от фестиваля, им понравилось, как звучит это слово, поэтому оно было выбрано названием дуэта.
Одна из особенностей Гамарджоба — это их прическа, ирокез. Комики пробовали разные варианты причесок, но остановились на этой, так как ирокез показался им самым смешным, особенно в сочетании с азиатской внешностью, он сразу привлекает внимание зрителя и выделяет из множества других комиков.
Гамарджоба достигли определенной популярности, выступая в Великобритании. Неоднократно выступая на фестивале Фриндж в Эдинбурге, они собирали аншлаг и получали награды жюри. В 2006 году провели турне A Shut Up Comedy From Japan по городам Великобритании. Появлялись на британском телевидении в популярной передаче для детей Blue Peter и детском шоу талантов The Slammer, на котором зрители выбрали их победителями в первом эпизоде второго сезона. В феврале 2009 BBC транслирует передачу о дуэте Ketch! & HIRO-PON Get It On. В феврале 2011 они появляются в пятничном вечернем шоу канала ITV Comedy Rocks with Jason Manford (видео).
С 2014 года Гамарджоба выступают в своей собственной ТВ-передаче яп. すくすくぽん！(Sukusukupon!), которая транслируется Tokai Television.
В 2014 дуэт создал проект The Gamarjobat Company, в рамках которого они выступают в жанре пантомимы вместе с другими актерами. В этом проект они стремятся расширить границы пантомимы как жанра. Актеры для проекта были отобраны в The Gamarjobat Project, созданном в 2010 году, где они изучали искусство пантомимы и немой комедии. В 2015 году состоялась премьера нового проекта с выступления в Японии в туре The Gamarjobat Company 1st Japan Tour.
В целом Гамарджоба выступали более чем в 30 странах на более чем 200 фестивалях. В последнее время Гамарджоба в основном работают у себя на родине — устраивают турне по городам Японии (Silent Comedy Japan Tour), регулярно появляются в японских радио- и ТВ-шоу.

### Ketch!
Ketch! — это сценический псевдоним, настоящее имя артист не афиширует. Он родился в префектуре Сайтама.
- Дебютировал на телевидении как мим в возрасте 10 лет
- 1990 — начал обучаться пантомиме в Токийском Институте Пантомимы (англ. Tokyo Mime Institute)
- 1992 — обучался искусству клоунады, жонглированию в Лондоне
- 1993 — начал давать уличные представления в Токио
- 1995-1998 — сольные выступления на сцене
- 1998 — выступление на Chunchon International Clown Mime Festival в Корее
- 1998 — выступление на Inchon International Clown Mime Festival в Корее
- 1999 — выступление на Polyphonic Arts в Праге, Чехия
- 1999 — выступление на Stralsund International Mime Festival в Германии
- 1999 — участие в Daidogei World Cup[англ.] в Сидзуоке

### HIRO-PON
HIRO-PON — это сценический псевдоним, настоящее имя артист не афиширует. Родился в префектуре Сидзуока.
- 1992 — начал обучение пантомиме в Театре Пантомимы (англ. Mime Theatre Pierrot-kan) в Футю
- 1994-1995 — выступал по всей Японии в составе Mime Wonderland
- 1994-1998 — сольные выступления на сцене
- 1995-1997 — участие в Daidogei World Cup[англ.] в Сидзуоке
- 1998 — выступление на Inchon International Clown Mime Festival в Корее
- 1998 — выступление на Youth Culture and Arts Festival в Университете Кёнсон, Корея
- 1999 — выступление на Polyphonic Arts в Праге, Чехия
- 1999 — выступление на Stralsund International Mime Festival в Германии

## Награды и признание
- 2004 — «The Dubble Act Award», Фестиваль Фриндж в Эдинбурге (Великобритания)
- 2004 — Гран-при Nippon Television Art Daidogei (Япония)
- 2005 — «The Tap Water Award», Фестиваль Фриндж в Эдинбурге (Великобритания)
- 2006 — «The Best International Act Award», Фестиваль Брайтон Фриндж[англ.] (Великобритания)
- 2007 — «The Argus Angel Award», Фестиваль Брайтон Фриндж[англ.], Великобритания
- 2007 — включены японской редакцией Newsweek в список «100 самых уважаемых японцев в мире»

## Выступления
Приведены только зарубежные выступления, см. более полный список на официальном сайте.

| - 2000 — Edinburgh Festival Fringe (Эдинбург, Великобритания) - 2001 — Chunchoen International Mime Festival (Чхунчхон, Южная Корея) - 2001 — Zurich Theatre Spectacle (Цюрих, Швейцария) - 2001 — Stralsund International Mime Festival (Штральзунд, Германия) - 2002 — Incheon International Crown Mime Festival (Инчхон, Южная Корея) - 2002 — Edinburgh Festival Fringe (Эдинбург, Великобритания) - 2002 — Festival D’Aurillac (Орийак, Франция) - 2002 — Fira de Teatre al Carrer de Tarrega (Таррега, Испания) - 2002 — International Festival of Non-verbal Arts (Ховрах, Индия) - 2003 — International Overijssels Street Theatre Festival (Оверэйссел, Нидерланды) - 2003 — Manchester Live Festival (Манчестер, Великобритания) - 2003 — Edinburgh Festival Fringe (Эдинбург, Великобритания) - 2003 — Festa Major Cardedeu (Кардазеу, Испания) - 2003 — Plaisir D’Humour (Понтарлье, Франция) - 2003 — Zurich Theatre Spectacle (Цюрих, Германия) - 2003 — Festival International de Spectacles Jeune Public (Тонон-ле-Бен, Франция) - 2003 — Fete des Artistes de Chassepierre (Шаспьер, Бельгия) - 2003 — St.Rosa Festival (Ситтард, Нидерланды) - 2004 — Tête-à-Tête (Раштатт, Германия) - 2004 — Umore Azoka Leioa (Лехона, Испания) - 2004 — Parade Nanterre (Нантер, Франция) - 2004 — Pantomime in Bangkok 7 (Бангкок, Таиланд) - 2004 — Edinburgh Festival Fringe (Эдинбург, Великобритания) — награда «The Dubble Act Award» - 2004 — London Christmas Event (Лондон, Великобритания) - 2004 — Arosa Humor Festival (Ароза, Швейцария) - 2004 — Josh Gawronski Brothers Show (Верона, Италия) - 2005 — Christchurch World Buskers Festival (Крайстчерч, Новая Зеландия) - 2005 — Nelson Buskers Festival (Нельсон, Новая Зеландия) - 2005 — Fremantle Street Art Festival (Фримантл, Австралия) - 2005 — Joondalup Buskers Festival (Джундалуп, Австралия) - 2005 — Melbourne International Comedy Festival (Мельбурн, Австралия) - 2005 — NZ International Comedy Festival (Окленд/Веллингтон, Новая Зеландия) - 2005 — Chuncheon International Mime Festival (Чхунчхон, Южная Корея) - 2005 — Bad Hersfeld Festival (Бад-Херсфельд, Германия) - 2005 — Prades Nanterre (Париж, Франция) - 2005 — Kulturwochenende Crailsheim (Крайльсхайм, Германия) - 2005 — Street Art Festival Linz (Линц, Австрия) - 2005 — International Lachfestival (Хаутхален-Хелхтерен, Бельгия) - 2005 — Vlissingen Straattheater Festival (Флиссинген, Нидерланды) - 2005 — Overijssel op Straat (Оверэйссел, Нидерланды) - 2005 — Pantomime in Bangkok 8 (Бангкок, Таиланд) - 2005 — Internationaal Lachfestival (Бельгия) - 2005 — Edinburgh Festival Fringe (Эдинбург, Великобритания) — награда «The Tap Water Award» - 2005 — Coffs Harbour Buskers Festival (Кофс-Харбор, Австралия) - 2005 — Street Theater Festival Brackenheim (Бракенхайм, Германия) | - 2006 — London International Mime Festival (Лондон, Великобритания) - 2006 — Шоу «A Shut Up Comedy From Japan» (Куала-Лумпур, Малайзия) - 2006 — Mini Fringe 2（Греция） - 2006 — Festival of Fools (Белфаст, Ирландия) - 2006 — Шоу «A Shut Up Comedy From Japan» (Пучхон, Южная Корея) - 2006 — Big Splash Street Festival (Брайтон, Великобритания) - 2006 — Шоу «A Shut Up Comedy From Japan» (Слау/Рединг/Оксфорд/Дерби/Ноттингем, Великобритания) - 2006 — Brighton Festival Fringe (Брайтон, Великобритания) — награда «The Best International Act Award» - 2006 — Pantomime in Bangkok 9 (Бангкок, Таиланд) - 2006 — Singapore Arts Festival at the ESPLANADE (Сингапур, Сингапур) - 2006 — Childrens International Art Festival (Бракнел, Великобритания) - 2006 — Cardiff Street Festival (Кардифф, Великобритания) - 2006 — Watch This Space National theatre (Лондон, Великобритания) - 2006 — Edinburgh Festival Fringe (Эдинбург, Великобритания) - 2007 — World Buskers Festival (Крайстчерч, Новая Зеландия) - 2007 — Шоу «A Shut up comedy from Japan Returns» (Куала-Лумпур, Малайзия) - 2007 — European Tour 2007 (Великобритания, Ирландия, Норвегия) - 2007 — Stavanger Festival (Ставангер, Норвегия) - 2007 — Street Performance World Championship (Дублин, Ирландия) - 2007 — Brighton Festival Fringe (Брайтон, Великобритания) — награда «The Argus Angel Award» - 2007 — Cirque Bijou (Бристоль, Великобритания) - 2007 — Edinburgh Festival Fringe (Эдинбург, Великобритания) - 2007 — Komedia Brighton (Брайтон, Великобритания) - 2007 — Bath Fringe Festival / Spiegeltent (Бат, Великобритания) - 2008 — Stagione Teatrale 2008 (Роза/Сандра/Венеция, Италия) - 2008 — Salisbury International Festival (Солсбери, Великобритания) - 2008 — Spring Tour 2008 (Оксфорд/Олдершот, Великобритания) - 2008 — Brighton Festival Fringe (Брайтон, Великобритания) - 2008 — Edinburgh Festival Fringe (Эдинбург, Великобритания) - 2008 — Шоу «A Shut Up comedy from Japan. Western» Куала-Лумпур, Малайзия) - 2009 — Шоу «Gamarjobat Rock’n Roll Penguine» (Нью-Йорк, США) - 2009 — Vodacom Funny Festival (Кейптаун, ЮАР) - 2009 — Шоу «Silent Comedy in Korea» (Сеул, Южная Корея) - 2009 — Шоу «Gamarjobat en Mexico» (Мехико, Мексика) - 2012 — Шоу «Gamarjobat Show», Flipside 2012 (Сингапур) - 2012 — Special Theater Opening Performance, Expo 2012 Yeosu Korea (Ёсу, Южная Корея) - 2012 — Vodacom Funny Festival (Кейптаун, ЮАР) - 2012 — Marrakech du rire (Марракеш, Марокко) - 2013 — Шоу «Gamarjobat» (Тбилиси, Грузия) - 2013 — The Risadaria Festival (Сан-Паулу, Бразилия) - 2013 — Komedia Brighton (Брайтон, Великобритания) - 2013 — Edinburgh Festival Fringe (Эдинбург, Великобритания) - 2016 — The National Cherry Blossom Festival (Вашингтон, США) |

## ТВ
Приведены только зарубежные ТВ-каналы, см. более полный список на официальном сайте и в статье японской википедии.
- 2009 — Ketch! & HIRO-PON Get It On, BBC
- 2011 — Comedy Rocks with Jason Manford, ITV (видео)
- 2012 — Festival Marrakech du rire[фр.], M6
- 2013 — La France a un incroyable talent[англ.] (прим. французская версия шоу Got Talent), M6
- 2016 — Le Plus Grand Cabaret du monde[фр.], France 2/TV5 Monde

## Радио
См. список на официальном сайте и в статье японской википедии.

## DVD
- 2007 — Gamarjobat Street Live Show in New Zealand! World Buskers Festival 2007[17]
- 2009 — яп. うるまでが～まる 1-6[18]
- 2010 — яп. セリフのない!?ドラマ? が～まるちょばのつたえる、つなぐ[18]
- 2011 — Gamarjobat Silent Comedy Japan Tour 2010[18]
- 2012 — Gamarjobat Silent Comedy Japan Tour 2011[18]
- 2013 — Gamarjobat in Georgia[18]
- 2014 — Gamarjobat Silent Comedy Japan Tour 2012[18]
- 2015 — Gamarjobat Silent Comedy Japan Tour 2014[19]

## Статьи
- Статьи о Гамарджоба из газет и журналов